# Biltmore Estate
Biltmore Estate là một khu dinh thự tọa lạc tại Ashville, Bắc Carolina, Hoa Kỳ. Đây là là dinh thự tư nhân rộng nhất Hoa Kỳ với diện tích hơn 16 hecta. Nó được biết đến như là tòa nhà nổi tiếng nhất tại Hoa Kỳ khi đón hàng triệu lượt khách đến tham quan mỗi năm.
Biltmore có thiết kế đặc trưng cùng những món đồ nội thất xa xỉ được đem về từ khắp mọi nơi trên thế giới. Dinh thự rộng lớn này được Washington Vanderbit II cho xây dựng từ năm 1889 đến năm 1895. Thời điểm đó gia đình Vanderbit là một trong những gia đình giàu nhất nước Mỹ với nguồn thu khổng lồ đến từ ngành đường sắt và cảng biển.
Phong cách kiến trúc Dinh thự Biltmore được xây dựng mô phỏng các tòa lâu đài ở châu Âu vì vậy nó thường được du khách gọi với cái tên "tòa lâu đài Mỹ".